# Winx
Cet article concerne la jument de course. Pour la série télévisée d'animation, voir Winx Club.
Winx est une jument de course pur-sang anglais, née en 2011 en Australie, où elle est entraînée par Chris Waller et montée principalement par Hugh Bowman. Quadruple lauréate du Cox Plate et titulaire de vingt-cinq victoires de groupe 1 et trente-trois succès consécutifs, elle est considérée comme l'une des plus grandes championnes de l'histoire des courses australiennes, sinon la plus grande, nommée quatre fois cheval de l'année, de 2016 à 2019, et sacré meilleur cheval du monde sur le gazon en 2016. Elle détient également le record mondial de victoires de courses de groupe 1 et a détenu durant plusieurs années celui des gains.

## Carrière de courses
Née en septembre 2011, Winx passe aux ventes en 2013 où elle est cédée pour Au$ 230 000. Elle commence l'année suivante, en juin, par une victoire sur 1 100 mètres à Warwick, puis une autre sur 1 400 mètres sur l'hippodrome de Rosehill, à Sydney. En septembre, désormais âgée de 3 ans, elle s'affirme au plus haut niveau avec une victoire dans un groupe 2, les Furious Stakes. Néanmoins, malgré un accessit d'honneur dans les Flight Stakes (Gr.1), il lui faudra attendre mars 2015 pour renouer avec la victoire, dans les Phar Lap Stakes (Gr.2). Après deux autres places, elle remporte un groupe 3, les Sunshine Coast Guineas, en prélude à une série en cours de 15 victoires consécutives, dont dix au niveau groupe 1, qui fait d'elle la star du galop australien. Sa polyvalence lui permet de s'imposer sur des distances allant de 1 300 à 2 000 mètres et son triomphe (record à la clé et plus de cinq longueurs devant l'Irlandais Highland Reel) dans le Cox Plate, considéré comme la course la plus relevée en Australie, lui vaut un premier titre de cheval de l'année. 
En 2016, après une rentrée victorieuse en février, Winx reprend le cours de ses succès, glanant six groupe 1 dont une nouvelle fois le Cox Plate, par 8 longueurs (un record), ce qui lui vaut un rating exceptionnel de 132 - exceptionnel parce que ce score fait d'elle la jument la mieux notée de l'histoire par la FIAH, à égalité avec sa compatriote Black Caviar, et mieux que des championnes européennes comme Zarkava ou Trêve, ou américaines comme Zenyatta, issue comme elle de Street Cry.  
En 2017 Winx poursuit sa série d'invincibilité en doublant la mise dans les Chipping Norton Stakes et les George Ryder Stakes, puis remporte entre autres les Queen Elizabeth Stakes, par 5 longueurs, les George Main Stakes et les Turnbull Stakes (6,5 longueurs). Le 28 octobre, elle remporte pour la troisième fois le Cox Plate, devenant le deuxième cheval à réaliser un triplé dans cette course après Kingston Town (1980, 1981, 1982). À la fin de l'année, elle termine avec un nouveau rating de 132 numéro 2 mondiale au classement de la FIAH derrière l'Américain Arrogate. Et entre déjà au Panthéon, puisqu'elle est introduite au Hall of Fame des courses australiennes, honneur rendu d'ordinaire aux glorieux retraités. Cette consécration est un cas unique dans l'histoire des courses : pour la première qu'un cheval est admis dans un tel temple de la postérité alors qu'il continue à se produire en piste. Et Winx est loin d'être à la retraite.  
Winx effectue sa rentrée en mars 2018 dans les Chipping Norton Stakes, qu'elle s'adjuge pour la troisième fois consécutive, cette fois par 7 longueurs. Ce faisant, elle remporte son 16e groupe 1, battant le record de victoires dans cette catégorie détenu par l'Américain John Henry et sa compatriote Black Caviar. Invaincue depuis mai 2015, elle enchaîne par un triplé dans les George Ryder Stakes, puis un doublé dans les Queen Elizabeth Stakes. Cette vingt-cinquième victoire d'affilée lui permet d'égaler le record de victoires consécutives détenu par l'invaincue Black Caviar. Pour la rentrée de la championne en août 2018, les Warwick Stakes sont promus au rang de groupe 1 et renommés Winx Stakes, et elle honore cette attention en s'y imposant très facilement. Suit une nouvelle victoire dans les Turnbull Stakes, en octobre, avant un nouveau test dans le Cox Plate : certes elle a remporté déjà trois fois cette compétition, mais cette année ce sont trois Européens qui se dressent sur sa route, dont Benbatl (Dubaï Turf) et Rostropovich (2e Irish Derby). La témérité de ces visiteurs ne pourra rien contre l'hégémonie de Winx, qui s'impose une nouvelle fois, devenant le premier cheval à réaliser un quadruplé dans le Cox Plate.      
Le programme de WInx, au début de l'année 2019, ressemble à une tournée d'adieu : la championne disputera quatre courses en trois mois, faisant sa rentrée dans les Apollo Stakes et ses adieux dans les Queen Elizabeth Stakes. Cette tournée se déroule sans accrocs, Winx s'imposant aisément dans les Apollo Stakes, puis s'offrant pour la quatrième année consécutive les Chipping Norton Stakes et les George Ryder Stakes. Le 13 avril, le jour est venu : Winx fait ses adieux devant les 42 000 spectateurs de l'hippodrome de Randwick, à Sydney, qui affiche complet. Des adieux qui se déroulent comme prévu, c'est-à-dire par une brillante victoire devant une foule toute acquise à sa cause.          
C'est donc sur cette énième démonstration que Winx prend sa retraite sportive. Ses détracteurs argueront que l'on ne connaîtra jamais sa valeur réelle, puisque son entourage a fait le choix de rester en Australie, où les courses sont réputés d'un niveau légèrement moindre, plutôt que d'affronter sur leur terrain les Européens et les Américains qui lui auraient donné sans doute plus de fil à retordre. Mais à l'inverse personne ne sait si elle n'aurait pas fait plier ces stars occidentales comme elle a fait perdre haleine à tous les chevaux (dont des Européens et des Japonais de bon niveau) qui lui ont été opposés. Par ailleurs, tout le monde s'accorde à lui trouver un talent hors du commun. Même les scientifiques : en 2017, le Dr Graeme Putt, de l'Université d'Auckland, dans une étude sur les particularités biomécaniques de Winx, montra que si la longueur de ses foulées n'est que légèrement supérieure à la moyenne - 6,76 mètres, à comparer à la foulée hors normes de Black Caviar, culminant à 8,42 mètres, ou celle de Phar Lap, à 8,5 mètres - en revanche c'est la fréquence de ses foulées qui est exceptionnelle : 2,7 par seconde, contre 2,3 pour un pur-sang ordinaire. Si bien qu'elle parcourt plus de 18 mètres à la seconde contre 15 en moyenne. Enfin, Winx, qui est devenue au passage le cheval le plus riche de l'histoire des courses mondiales (un record battu en 2023 par le Hong Kongais Golden Sixty), a porté la marque à 33 victoires consécutives, et 25 groupe 1 : un record à peine imaginable, et qu'on n'imagine pas battu - un peu à l'image de celle qui restera comme le cheval le plus célèbre de l'histoire des courses australiennes.          

### Résumé de carrière
| Date             | Hippodrome       | Pays             | Course                          | Statut           | Distance         | Jockey           | Place            | Écart            | Vainqueur ou deuxième | Temps            |
| 2013-2014, 2 ans | 2013-2014, 2 ans | 2013-2014, 2 ans | 2013-2014, 2 ans                | 2013-2014, 2 ans | 2013-2014, 2 ans | 2013-2014, 2 ans | 2013-2014, 2 ans | 2013-2014, 2 ans | 2013-2014, 2 ans      | 2013-2014, 2 ans |
| ---------------- | ---------------- | ---------------- | ------------------------------- | ---------------- | ---------------- | ---------------- | ---------------- | ---------------- | --------------------- | ---------------- |
| 4 juin           | Warwick Farm     | Australie        | Ibis Milano Restaurant Handicap | maiden           | 1 100 m          | J. Collett       | 1er / 11         | 3/4              | Felines               | 1'02"15          |
| 28 juin          | Rosehill         | Australie        | TAB Early Quaddie Handicap      |                  | 1 400 m          | J. Collett       | 1er / 6          | 1 ½              | Inz'N'Out             | 1'21"38          |
| 2014-2015, 3 ans |                  |                  |                                 |                  |                  |                  |                  |                  |                       |                  |
| 6 septembre      | Randwick         | Australie        | Furious Stakes                  | Gr. 2            | 1 200 m          | H. Bowman        | 1er / 6          | 2 ¾              | Alpha Miss            | 1'11"99          |
| 20 septembre     | Randwick         | Australie        | Tea Rose Stakes                 | Gr. 2            | 1 400 m          | J. Collett       | 2e / 7           | 3/4              | First Seal            | 1'22"83          |
| 4 octobre        | Randwick         | Australie        | Flight Stakes                   | Gr. 1            | 1 600 m          | H. Bowman        | 2e / 7           | 3                | First Seal            | 1'34"71          |
| 14 février       | Randwick         | Australie        | Light Fingers Stakes            | Gr. 2            | 1 200 m          | J. Collett       | 7e / 11          |                  | Adrift                | 1'09"48          |
| 28 février       | Warwick Farm     | Australie        | Surround Stakes                 | Gr. 2            | 1 400 m          | J. Collett       | 5e / 12          |                  | First Seal            | 1'22"93          |
| 14 mars          | Rosehill         | Australie        | Phar Lap Stakes                 | Gr. 2            | 1 500 m          | T. Berry         | 1er / 8          | 1 ¾              | Hauraki               | 1'30"26          |
| 28 mars          | Rosehill         | Australie        | Vinery Stud Stakes              | Gr. 1            | 2 000 m          | T. Berry         | 5e / 14          |                  | Fenway                | 2'03"27          |
| 11 avril         | Randwick         | Australie        | Australian Oaks                 | Gr. 1            | 2 400 m          | J. Moreira       | 2e / 10          | 2 ½              | Gust of Wind          | 2'32"40          |
| 16 mai           | Sunshine Coast   | Australie        | Sunshine Coast Guineas          | Gr. 3            | 1 600 m          | L. Cassidy       | 1er / 18         | 1 ¾              | Ulmann                | 1'36"19          |
| 30 mai           | Doomben          | Australie        | Queensland Oaks                 | Gr. 1            | 2 200 m          | H. Bowman        | 1er / 16         | 3 ½              | Ungrateful Ellen      | 2'14"09          |
| 2015-2016, 4 ans |                  |                  |                                 |                  |                  |                  |                  |                  |                       |                  |
| 12 septembre     | Rosehill         | Australie        | Theo Marks Stakes               | Gr. 2            | 1 300 m          | J. McDonald      | 1er / 14         | tête             | Sons of John          | 1'15"77          |
| 3 octobre        | Randwick         | Australie        | Epsom Handicap                  | Gr. 1            | 1 600 m          | H. Bowman        | 1er / 14         | 2 ¼              | Ecuador               | 1'34"58          |
| 24 octobre       | Moonee Valley    | Australie        | Cox Plate                       | Gr. 1            | 2 000 m          | H. Bowman        | 1er / 14         | 4 ¾              | Criterion             | 2'02"98          |
| 13 février       | Randwick         | Australie        | Apollo Stakes                   | Gr. 2            | 1 400 m          | H. Bowman        | 1er / 11         | 1                | Solicit               | 1'22"03          |
| 27 février       | Randwick         | Australie        | Chipping Norton Stakes          | Gr. 1            | 1 600 m          | H. Bowman        | 1er / 12         | 1 ½              | Dibayani              | 1'33"92          |
| 19 mars          | Rosehill         | Australie        | George Ryder Stakes             | Gr. 1            | 1 500 m          | H. Bowman        | 1er / 8          | 1 ½              | Kermadec              | 1'28"70          |
| 2 avril          | Randwick         | Australie        | Doncaster Mile                  | Gr. 1            | 1 600 m          | H. Bowman        | 1er / 15         | 2                | Happy Claper          | 1'35"27          |
| 2016-2017, 5 ans |                  |                  |                                 |                  |                  |                  |                  |                  |                       |                  |
| 20 août          | Randwick         | Australie        | Warwick Stakes                  | Gr. 2            | 1 400 m          | H. Bowman        | 1er / 7          | 3 ½              | Hartnell              | 1'23"83          |
| 17 septembre     | Randwick         | Australie        | George Main Stakes              | Gr. 1            | 1 600 m          | H. Bowman        | 1er / 6          | 1 ¼              | Hauraki               | 1'36"18          |
| 8 octobre        | Caulfield        | Australie        | Caulfield Stakes                | Gr. 1            | 2 000 m          | H. Bowman        | 1er / 3          | 2                | Black Heart Bart      | 2'03"42          |
| 22 octobre       | Moonee Valley    | Australie        | Cox Plate                       | Gr. 1            | 2 000 m          | H. Bowman        | 1er / 10         | 8                | Hartnell              | 2'06"35          |
| 13 février       | Randwick         | Australie        | Apollo Stakes                   | Gr. 2            | 1 400 m          | H. Bowman        | 1er / 8          | 2 ¾              | Hartnell              | 1'22"57          |
| 25 février       | Randwick         | Australie        | Chipping Norton Stakes          | Gr. 1            | 1 600 m          | H. Bowman        | 1er / 10         | 2                | Lasqueti Spirit       | 1'40"37          |
| 18 mars          | Rosehill         | Australie        | George Ryder Stakes             | Gr. 1            | 1 500 m          | H. Bowman        | 1er / 7          | 7 ¼              | Le Romain             | 1'34"87          |
| 8 avril          | Randwick         | Australie        | Queen Elizabeth Stakes          | Gr. 1            | 2 000 m          | H. Bowman        | 1er / 9          | 5 ¼              | Hartnell              | 2'07"22          |
| 2017-2018, 6 ans |                  |                  |                                 |                  |                  |                  |                  |                  |                       |                  |
| 19 août          | Randwick         | Australie        | Warwick Stakes                  | Gr. 2            | 1 400 m          | H. Bowman        | 1er / 8          | tête             | Foxplay               | 1'21"87          |
| 2 septembre      | Randwick         | Australie        | Chelmsford Stakes               | Gr. 2            | 1 600 m          | H. Bowman        | 1er / 12         | 1                | Red Excitement        | 1'34"11          |
| 16 septembre     | Randwick         | Australie        | George Main Stakes              | Gr. 1            | 1 600 m          | H. Bowman        | 1er / 8          | 1 ¼              | Happy Claper          | 1'33"65          |
| 7 octobre        | Flemington       | Australie        | Turnbull Stakes                 | Gr. 1            | 2 000 m          | H. Bowman        | 1er / 7          | 6 ½              | Ventura Storm         | 2'02"07          |
| 28 octobre       | Moonee Valley    | Australie        | Cox Plate                       | Gr. 1            | 2 000 m          | H. Bowman        | 1er / 8          | 1/2              | Humidor               | 2'02"94          |
| 3 mars           | Randwick         | Australie        | Chipping Norton Stakes          | Gr. 1            | 1 600 m          | H. Bowman        | 1er / 9          | 7                | Prized Icon           | 1'34"92          |
| 24 mars          | Rosehill         | Australie        | George Ryder Stakes             | Gr. 1            | 1 500 m          | H. Bowman        | 1er / 6          | 3/4              | Happy Clapper         | 1'31"48          |
| 14 avril         | Randwick         | Australie        | Queen Elizabeth Stakes          | Gr. 1            | 2 000 m          | H. Bowman        | 1er / 10         | 3 ¾              | Gailo Chop            | 2'01"65          |
| 2018-2019, 7 ans |                  |                  |                                 |                  |                  |                  |                  |                  |                       |                  |
| 18 août          | Randwick         | Australie        | Winx Stakes                     | Gr. 1            | 1 400 m          | H. Bowman        | 1er / 11         | 2                | Invictus Prince       | 1'22"50          |
| 15 septembre     | Randwick         | Australie        | George Main Stakes              | Gr. 1            | 1 600 m          | H. Bowman        | 1er / 7          | 4                | Le Romain             | 1'34"21          |
| 6 octobre        | Flemington       | Australie        | Turnbull Stakes                 | Gr. 1            | 2 000 m          | H. Bowman        | 1er / 10         | 1                | Youngstar             | 2'01"60          |
| 27 octobre       | Moonee Valley    | Australie        | Cox Plate                       | Gr. 1            | 2 000 m          | H. Bowman        | 1er / 8          | 2                | Benbatl               | 2'03"47          |
| 16 février       | Randwick         | Australie        | Apollo Stakes                   | Gr. 2            | 1 400 m          | H. Bowman        | 1er / 8          | 2 ¼              | Happy Clapper         | 1'20"88          |
| 2 mars           | Randwick         | Australie        | Chipping Norton Stakes          | Gr. 1            | 1 600 m          | H. Bowman        | 1er / 7          | 1 ¾              | Happy Clapper         | 1'33"27          |
| 23 mars          | Rosehill         | Australie        | George Ryder Stakes             | Gr. 1            | 1 500 m          | H. Bowman        | 1er / 6          | 3 ½              | Brutal                | 1'32"20          |
| 13 avril         | Randwick         | Australie        | Queen Elizabeth Stakes          | Gr. 1            | 2 000 m          | H. Bowman        | 1er / 9          | 1 ½              | Kluger                | 2'02"54          |

## Au haras
En juin 2019, les propriétaires de Winx annoncent que leur champion sera saillie par I Am Invincible, le n°1 et aussi le plus cher des étalons australiens, qui fait la monte à Au$ 247 500, mais la pouliche issue de cette rencontre décède en octobre 2020. En 2024, sa yearling par le jeune étalon Pierro fait monter les enchères jusqu'à 10 millions de dollars.  

## Origines
Winx est née des œuvres de l'Américain Street Cry (1998-2014), membre de l'écurie Godolphin, entrainé par Saeed Bin Suroor, qui termina 3e de la Breeders' Cup Juvenile avant de s'adjuger, en 2002, la Dubaï World Cup. Street Cry est devenu un étalon de premier plan aux États-Unis et en Australie, deux pays où il a fait la monte à $ 150 000 et Au$ 110 000. On lui doit la grande championne Zenyatta, Street Sense (Kentucky Derby, Breeders' Cup Juvenile, Travers Stakes), ou encore Shocking, vainqueur de la Melbourne Cup.
Côté maternel, Winx est la fille de Vegas Showgirl, une jument d'origine néo-zélandaise talentueuse, qui fit grimper les enchères à Au$ 455 000 lors de son passage aux ventes en 2008.

### Pedigree
| Origines de Winx (AUS), jument baie née en 2011 | Origines de Winx (AUS), jument baie née en 2011 | Origines de Winx (AUS), jument baie née en 2011 | Origines de Winx (AUS), jument baie née en 2011 |
| ----------------------------------------------- | ----------------------------------------------- | ----------------------------------------------- | ----------------------------------------------- |
| Père Street Cry 1998                            | Machiavellian 1987                              | Mr. Prospector                                  | Raise a Native                                  |
| Père Street Cry 1998                            | Machiavellian 1987                              | Mr. Prospector                                  | Gold Digger                                     |
| Père Street Cry 1998                            | Machiavellian 1987                              | Coup de Folie                                   | Halo                                            |
| Père Street Cry 1998                            | Machiavellian 1987                              | Coup de Folie                                   | Raise The Standard                              |
| Père Street Cry 1998                            | Helen Street 1982                               | Troy                                            | Petingo                                         |
| Père Street Cry 1998                            | Helen Street 1982                               | Troy                                            | La Milo                                         |
| Père Street Cry 1998                            | Helen Street 1982                               | Waterway                                        | Riverman                                        |
| Père Street Cry 1998                            | Helen Street 1982                               | Waterway                                        | Boulevard                                       |
| Mère Vegas Showgirl 2002                        | Al Akbar 1990                                   | Success Express                                 | Hold Your Peace                                 |
| Mère Vegas Showgirl 2002                        | Al Akbar 1990                                   | Success Express                                 | Au Printemps                                    |
| Mère Vegas Showgirl 2002                        | Al Akbar 1990                                   | Gala Night                                      | Blakeney                                        |
| Mère Vegas Showgirl 2002                        | Al Akbar 1990                                   | Gala Night                                      | Debutante                                       |
| Mère Vegas Showgirl 2002                        | Vegas Magic 1985                                | Voodoo Rhythm                                   | Northern Dancer                                 |
| Mère Vegas Showgirl 2002                        | Vegas Magic 1985                                | Voodoo Rhythm                                   | Obeah                                           |
| Mère Vegas Showgirl 2002                        | Vegas Magic 1985                                | Vegas Street                                    | Sovereign Edition                               |
| Mère Vegas Showgirl 2002                        | Vegas Magic 1985                                | Vegas Street                                    | Vegas (famille 5-b)                             |